# Swainsona laciniata
Swainsona laciniata är en ärtväxtart som beskrevs av Alma Theodora Lee. Swainsona laciniata ingår i släktet Swainsona och familjen ärtväxter. Inga underarter finns listade i Catalogue of Life.